# Kunihiko Takizawa
Kunihiko Takizawa (滝澤 邦彦 Takizawa Kunihiko?), född 20 april 1978 i Tokyo prefektur, är en japansk före detta fotbollsspelare.
Takizawa började sin karriär 1997 i Nagoya Grampus Eight. Han spelade 107 ligamatcher för klubben. Med Nagoya Grampus Eight vann han japanska cupen 1999. 2004 flyttade han till Vissel Kobe. Efter Vissel Kobe spelade han för JEF United Chiba, Yokohama FC och Tokyo Verdy. Med JEF United Chiba vann han japanska ligacupen 2005.